# Cheirolepidiaceae
Cheirolepidiaceae (лат.) — семейство вымерших хвойных растений порядка Сосновые, произраставших в течение мезозойской эры (251,9—66,0 млн лет назад). Представители семейства по внешнему виду напоминали современных кипарисовых. Некоторые виды семейства, как считается, могли опыляться насекомыми, такими как скорпионницы.

## Классификация
В семействе описано 22 вида и 7 родов: 
- Brachyphyllum
- Cupressinocladus
- Frenelopsis
- Hiermeriella
- Pagiophyllum
- Pseudofrenelopsis
- Tomaxellia